# كوايت ريوت
كوايت ريوت Quiet Riot هي فرقة هارد روك أمريكية، تأسست في لوس أنجلوس عام 1973  على يد عازف الجيتار راندي رودز وعازف القيثارة كيلي غارني.
تضمنت التشكيلة الأصلية رودز وغارني والمغني الرئيسي كيفن دوبرو وعازف الدرامز درو فورسيث،وشهدت تلك التشكيلة اضطرابات أدت في النهاية إلى طرد غراني بسبب توجيه تهديدات بالقتل تجاه دوبرو. 
تتألف التشكيلة الأكثر نجاحًا تجاريًا من دوبرو جنبًا إلى جنب مع عازف الجيتار كارلوس كافازو وعازف الجيتار رودي سارزو وعازف الدرامز فرانكي بانالي، وفي عام 1983 أصدروا ألبومهم الرائع ميتال هيلث Metal Health ، والذي يُعرف بكونه أول ألبوم هيفي ميتال يتصدر قائمة ألبومات بيلبورد .

## روابط خارجية
- الموقع الرسمي لفرقة كوايت ريوت
- أعمال كوايت ريوت التسجيلات من ديسكاغز.كوم
- مقابلة تاريخية مع كيفن دوبرو في الأيام الأولى لـ كوايت ريوت
- مقابلة مع كيفن دوبرو
- مقابلة مع رودي سارزو
- مقابلة سي سي بانانا مع فرانكي بانالي